# 葉夫根尼·扎米亞京
葉夫根尼·伊萬諾維奇·薩米爾欽（俄语：Евге́ний Ива́нович Замя́тин；1884年2月1日—1937年3月10日）是一位俄羅斯小說家，代表作為反烏托邦科幻小說《我們》（Мы）。

## 生平
葉夫根尼·伊萬諾維奇·扎米亞京出生在俄羅斯帝國坦波夫省列別姜（目前隸屬利佩茨克州），距離莫斯科300公里（186英里）。他的父親是東正教牧師和學校校長，母親則是音樂家。扎米亞京在1922年回憶說「你會看到一個非常孤獨的孩子，沒有同年齡的同伴，他的母親演奏肖邦時會跑到鋼琴下面。」
他可能有聯覺，所以可以將字母和聲音、色彩連結在一起。
從1902年到1908年，葉夫根尼·伊萬諾維奇·扎米亞京在聖彼得堡就讀海軍工程。在此期間，他加入布爾什維克黨。他在1905年俄國革命期間被政府逮捕，並流放至西伯利亞。不過，他後來逃回到聖彼得堡。他在1906年遷移到芬蘭大公國。
葉夫根尼·伊萬諾維奇·扎米亞京在返回俄羅斯後，開始創作小說。他在1911年第二次被逮捕和流放，但在1913年獲得赦免。接下來的一年中，他因創作故事《在世界的盡頭》被判誹謗俄羅斯帝國軍隊。他也繼續投稿至支持馬克思主義報紙。
葉夫根尼·伊萬諾維奇·扎米亞京畢業後，擔任俄羅斯帝國海軍的工程師。1916年，他被派往英國監督破冰船建造，住在泰恩河畔新堡一段時間。
扎米亞京後來回憶說「我在英國建造船舶，看過城堡廢墟，聽過德國齊柏林飛船投擲炸彈的重擊聲，並創作《島民》。我很遺憾沒有看到二月革命，只知道十月革命。這好像我從未談過戀愛，但是在一個早上醒來後發現自己已經結婚十年了。」
扎米亞京在1917年俄國革命後，編輯幾種刊物，並編輯傑克·倫敦、歐·亨利、赫伯特·喬治·威爾斯和其他作家的俄語翻譯作品。扎米亞京最初支持十月革命，但反對緊隨其後增加的審查制度。
他的作品越來越諷刺蘇聯共產黨。雖然他支持他們的思想，但之後扎米亞京逐漸反對他們的政策，特別是關於審查制度。扎米亞京在1921年散文中寫道“我很害怕，真正的文學只能依靠狂人、隱士、異端、夢想家、叛亂分子和異議分子來創作而存在，而非通過政府官員，但。” 1920年代，這種態度使他的地位遭遇困難。1923年，扎米亞京安排小說《我們》的手稿走私到紐約市。之後《我們》被翻譯成英語，於1924年出版。
然後，葉夫根尼·伊萬諾維奇·扎米亞京在1927年走私俄文文本給斯洛尼姆（1894-1976）、布拉格的俄羅斯流亡期刊和出版社編輯。扎米亞京與西方出版商的交易引起蘇聯政府大規模撻伐他。因此葉夫根尼·伊萬諾維奇·扎米亞京在家鄉被列入黑名單。
《我們》經常被視為針對蘇聯極權國家的政治諷刺，然而還有許多其他看法出現。赫胥黎在1962年寫給克里斯托弗·柯林斯的的一封信說，赫胥黎創作《美麗新世界》是受到赫伯特·喬治·威爾斯反烏托邦小說的影響。《我們》在1994年獲得自由意志論者未來主義協會普羅米修斯獎。
扎米亞京也創作一些短篇小說，內容包含對於共產主義意識形態的諷刺、批判。有些故事情節與英國作家杰罗姆·克拉普卡·杰罗姆作品非常相似，他的作品於1917年前曾3度於俄羅斯出版 。

## 影響
葉夫根尼·伊萬諾維奇·扎米亞京的代表作《岛民 （页面存档备份，存于）》直接影響喬治·奧威爾的小說《一九八四》 、艾茵·蘭德的小說《頌歌》（Anthem） 、娥蘇拉·勒瑰恩的《一無所有》、赫胥黎的小說《美麗新世界》和庫爾特·馮內古特的小說《鋼琴演奏者》。

## 著作
- 《我們》，1921年

## 外部連結
- Biography of Yevgeny Zamyatin